# Кесвік (Каліфорнія)
Кесвік (англ. Keswick) — переписна місцевість (CDP) в США, в окрузі Шаста штату Каліфорнія. Населення — 188 осіб (2020).

## Географія
Кесвік розташований за координатами 40°36′47″ пн. ш. 122°27′39″ зх. д. / 40.61306° пн. ш. 122.46083° зх. д. (40.612959, -122.460779).  За даними Бюро перепису населення США в 2010 році переписна місцевість мала площу 9,07 км², з яких 8,75 км² — суходіл та 0,33 км² — водойми.

## Демографія
Згідно з переписом 2010 року, у переписній місцевості мешкала 451 особа в 179 домогосподарствах у складі 124 родин. Густота населення становила 50 осіб/км².  Було 194 помешкання (21/км²).
Расовий склад населення:
| - 86,3 % — білих - 5,1 % — корінних американців - 1,3 % — азіатів |

До двох чи більше рас належало 6,4 %. Частка іспаномовних становила 3,1 % від усіх жителів.
За віковим діапазоном населення розподілялося таким чином: 21,5 % — особи молодші 18 років, 60,1 % — особи у віці 18—64 років, 18,4 % — особи у віці 65 років та старші. Медіана віку мешканця становила 46,1 року. На 100 осіб жіночої статі у переписній місцевості припадало 105,0 чоловіків;  на 100 жінок у віці від 18 років та старших — 109,5 чоловіків також старших 18 років.
Середній дохід на одне домашнє господарство  становив 55 600 доларів США (медіана — 26 467), а середній дохід на одну сім'ю — 90 985 доларів (медіана — 81 429). За межею бідності перебувало 9,5 % осіб, у тому числі 0,0 % дітей у віці до 18 років та 25,9 % осіб у віці 65 років та старших.
Цивільне працевлаштоване населення становило 129 осіб. Основні галузі зайнятості: освіта, охорона здоров'я та соціальна допомога — 33,3 %, мистецтво, розваги та відпочинок — 20,9 %, виробництво — 14,0 %, публічна адміністрація — 10,1 %.